# Višnjička banja
Višnjička banja je urbano naselje na istoku Beograda, smešteno između Karaburme, reke Dunav, Višnjice, i Lešća, udaljeno oko šest kilometara od Trga republike.

## Izgradnja
Građena je kao plansko naselje u više etapa. Prva etapa je završena sredinom šezdesetih godina 20. veka, kada je podignut stari deo naselja u neposrednoj blizini reke.
Druga etapa je usledila 1979 – kamen temeljac je zvanično postavljen 17. oktobra, bila je predviđena gradnja 6.200 stanova. Tada je izgrađen njegov najveći deo od 1.054 stana sa četvorospratnicama i kućama u nizu — takozvanim „karingtonkama”. Čitav ovaj deo naselja je prepoznatljiv po fasadama od crvene fasadne opeke.
U vreme izgradnje, krajem 1982. izbila je velika politička afera jer se u pojedinim vladajućim krugovima smatralo da je naselje suviše luksuzno, da su stanovi preveliki za radničku klasu i da se tako skupom izgradnjom rasipa novac stambenog fonda.
Kada je nešto kasnije afera utihnula, Višnjička banja je isticana kao najmodernije naselje u tadašnjoj Jugoslaviji. Glavni izvođač radova je bio beogradski Energoprojekt, a čitavo naselje, od urbanističkog rešenja, pa do najsitnijih detalja, kao što su okovi stolarije, projektovao je proslavljeni projektantski tandem Bakić & Bakić — bračni par Dragoljub i Ljiljana Bakić.
Iako je izgradnja završena polovinom osamdesetih, naselje nije imalo osnovnu školu sve do 2012. kada je izgrađena škola "Milena Pavlović Barili".

## Termalni izvor
Višnjička banja je dobila ime po izvoru termalne sumporne vode koji izvire na obali Dunava, odnosno njegovog rukavca Dunavca, koji je danas veoma zagađen, mada je u planu projekat njegovog čišćenja koje će biti moguće čim se glavni gradski kolektor stavi u pogon.
Izvor je nekada bio veoma poznat kao lekovit, pa se i u današnje vreme pored njega mogu videti kupači. O mineralnoj vodi Višnjičke banje je govorio čak i Vuk Karadžić: „Osim ovi (mineralnih izvora Srbije, napomena), po imenima poznati mineralni izvori, ima jedan niže Beograda kod Višnjice...“ Početkom 1960-tih ovde se nalazila samo jedna česma i (lekovito) blato. Za banju je ranije bila nadležna opština Karaburma, koja je zatim prebacila na mesnu kancelariju u Višnjici a ova na zemljoradničku zadrugu, da bi na kraju bila ničija.